# Mezuza

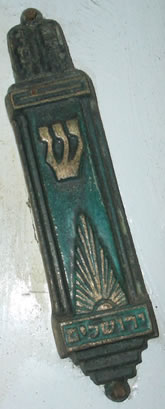
Schránka na mezuzu

Mezuza (hebrejsky מזוזה‎, „rám dveří, veřej, zárubeň“, v množném čísle mezuzot) je malá schránka obsahující svinutý pergamen s dvěma pasážemi z Tóry – Dt 6, 4–9 (Kral, ČEP) a Dt 11, 13–21 (Kral, ČEP). Umísťuje se na rám dveří v židovských domech, bytech a obchodech vlastněných židy za účelem naplnění jednoho z 613 přikázání Tóry v judaismu.
Slovo mezuza může mít jeden z následujících významů:
1. Zárubeň dveří.
2. Svitek pergamenu s výše zmíněným textem v hebrejštině.
3. V běžné mluvě se takto říká i krabičce, v níž je obvykle tento pergamen uložen, a která bývá přesněji označována slovem בית‎, bajit (doslova: domeček). Účelem schránky je svitek ochraňovat, pergamen však může být umístěn na zárubni přímo. Schránka neobsahující příslušný svitek mezuzy nesplňuje zmíněné náboženské přikázání. Na přední straně schránky je obvykle napsáno hebrejské písmeno šin (ש) nebo שדי‎ – Šadaj, hebrejsky „Všemohoucí“, ovšem toto jméno může znamenat i zkratku Šomer daltot Jisra'el – Strážce dveří Izraele.[1] Umělecky zpracované mezuzy jsou častými svatebními dary nebo dárky při zvláštních příležitostech.

## Svitek
Svitek, nejdůležitější součást mezuzy a esence samotné micvy, je podroben obdobným předpisům, jako svitek Tóry nebo svitky uložené v Tfilin. Pergamen musí být vyroben z kůže košer zvířete zabitého košer způsobem. Text je napsán kvalifikovaným písařem (soferem) v kvadrátním hebrejském písmu, brkem a inkoustem vyrobeným z nesyntetických[zdroj?] látek, tradičně ve dvaceti dvou řadách (podle počtu písmen hebrejské abecedy).

## Připevnění mezuzy
Připevnění mezuzy na dveřní rámy podléhá halachickým pravidlům. Mezuza by měla být připevněná na pravé straně dveří (z pohledu člověka, který stojí venku před dveřmi), ve spodní části horní třetiny dveří (v případě vysokých dveří zhruba v úrovni ramen). Podrobně pravidla popisuje Šulchan aruch. Vzhledem k tomu, že všechny židovské domácnosti mají mezuzu na dveřích, jedná se o jeden z tradičních poznávacích znaků v judaismu. V aškenázském prostředí je zvykem naklánět mezuzu horním koncem směrem do bytu. Schránku je možné upevnit hřebíky, šroubky, lepidlem nebo oboustrannou lepicí páskou. Je třeba dbát, aby nedošlo k porušení svitku pergamenu uvnitř schránky a tím k jeho zneplatnění.
Před vlastním připevněním se recituje požehnání, jehož překlad zní:
| „ | Požehnaný jsi ty, Hospodine, Bože náš, Králi všehomíra, jenž nás posvětil svými přikázáními a nařídil nám připevnit mezuzu. | “ |

Po tom, co je pronesena modlitba, se mezuza připevní. Pokud se instaluje více mezuz, modlitba se pronáší pouze jednou.
Ortodoxní Židé připevňují mezuzy na všechny dveře svých domů s výjimkou malých prostor a místností, kde by umístění mezuzy bylo považováno za neuctivé (koupelny, toalety). V Izraeli jsou mezuzy připevňovány i na veřejné budovy a na brány. Velké mezuzy je možné najít např. na branách do jeruzalémského Starého města. Současné mezuzy byly na brány upevněny až poté, co nad Starým městem získal během šestidenní války v roce 1967 kontrolu Izrael. V letech 1948–1967 totiž byly mezuzy, stejně jako další symboly židovské přítomnosti ve Starém městě, zničeny.

## Původ mezuzy
Nejstarší důkaz plnění tohoto přikázání nacházíme v období Druhého Chrámu. Pergamen mezuzy s pasážemi z Dt 10, 12 – 11, 21 (Kral, ČEP) a o rozměrech 6,5×16 cm byl nalezen v Kumránu.[zdroj?] Samaritáni dělali mezuzot z kamenů, které připevňovali do překladů dveří, na které ryli desatero.[zdroj?] Podobnou praxi přejaly i některé skupiny karaitů, kteří rovněž nepřipevňují mezuzu, ale pouze dvě prázdné desky ve tvaru desek Desatera.[zdroj?]
Ve středověku se vlivem kabaly stále více objevovaly tendence k textu mezuzy přidávat různé symboly jako např. Davidovu hvězdu. Tato praxe se setkala s velkým nesouhlasem u Maimonida, který píše, že „tito blázni, kteří nezískají podíl na budoucím světě, změnili plnění Božího přikázání na amulet“. Maimonidův názor se ujal a tyto přídavky byly z mezuz odstraněny. Přesto máme důkazy již z talmudického období, že mezuza byla brána někdy jako amulet. Jako amulet s údajnou nadpřirozenou mocí ji chápali i někteří křesťanští panovníci, kteří nechávali na brány měst přitloukat mezuzy, neboť věřili v jejich zázračnou moc proti zlým silám.
Díky Maimonidovi tak mezuza dodnes obsahuje pouze dvě výše zmíněné biblické pasáže. Přesné zákony ohledně mezuzy ještě upřesnili v průběhu 13. a 14. století Ašer ben Jechiel (Roš), jeho syn Ja'akov ben Ašer v díle Arba'a turim a nakonec Josef Karo v Šulchan aruchu.

## Text svitku

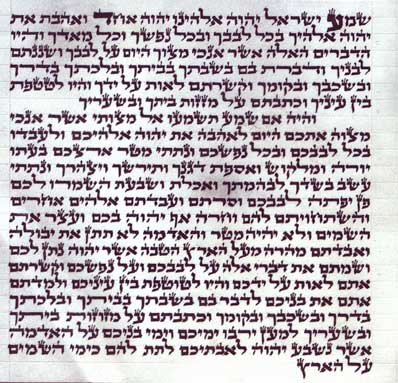
Text Mezuzy na košer pergamenu

Text obsažený ve svitku mezuzy zní v českém ekumenickém překladu takto:
| „                       | Slyš, Izraeli, Hospodin je náš Bůh, Hospodin jediný. Budeš milovat Hospodina, svého Boha, celým svým srdcem a celou svou duší a celou svou silou. A tato slova, která ti dnes přikazuji, budeš mít v srdci. Budeš je vštěpovat svým synům a budeš o nich rozmlouvat, když budeš uléhat nebo vstávat. Uvážeš si je jako znamení na ruku a budeš je mít jako pásek na čele mezi očima. Napíšeš je také na veřeje svého domu a na své brány. | “ |
| — Dt 6, 4–9 (Kral, ČEP) | |   |

| „                          | Jestliže budete opravdu poslouchat má přikázání, která vám dnes udílím, totiž, abyste milovali Hospodina, svého Boha, a sloužil mu celým svým srdcem a celou svou duší, dám vaší zemi déšť v pravý čas, déšť podzimní i jarní , a budeš sklízet své obilí, svůj mošt a olej a na tvém poli dám růst bylině pro tvůj dobytek; budeš jíst dosyta. Střezte se, aby se vaše srdce nedalo zlákat, takže byste se odchýlili, sloužili jiným bohům a klaněli se jim. To by Hospodin vzplanul proti vám hněvem a zavřel by nebesa, takže by nebylo deště, z půdy by se nic neurodilo a vy byste v té dobré zemi, kterou vám Hospodin dává, rychle vyhynuli. Tato má slova si vložte do srdce a do své duše, přivažte si je jako znamení na ruku a ať jsou jako pásek na čele mezi vašima očima. Budete jim vyučovat své syny a rozmlouvat o nich, ať budeš sedět doma nebo půjdeš cestou, ať budeš uléhat nebo vstávat. Napíšeš je na veřeje svého domu a na své brány, abyste na zemi, o které Hospodin přísahal vašim otcům, že jim ji dá, dlouho žili vy i vaši synové, aby vaše dny byly jako dny nebes nad zemí. | “ |
| — Dt 11, 13–21 (Kral, ČEP) | |   |

## Kontrola svitku
Starší svitek je velmi křehký a snadno se poškodí, písmena se mohou snadno smazat, porušit nebo zničit. Svitek s porušeným nebo chybějícím písmenem není platný. Halacha říká,[zdroj?] že každý svitek musí být dvakrát za sedm let zkontrolován soferem, který se ujistí, zda svitek není poškozen, případně zjedná nápravu.

## Zvyky
Když Židé procházejí dveřmi s mezuzou, dotknou se jí konečky prstů a ty poté políbí, stejně jako je tomu v případě Tóry nebo Tfilin. Tento zvyk má údajně původ v příběhu, který je popsán v Talmudu:
| „                         | Římský císař poslal stráže, aby uvěznili Onkela, syna Kalonyma, který konvertoval k judaismu a napsal biblický komentář Targum Onkelos, a popravili ho. Když se stráže zmocnily Onkela, vysvětlil jim základy víry v židovského Boha a nalákal je na výhody, které přináší a nabízí život s judaismem. Strážci se nemohli ubránit touze po konverzi a pustili jej. Když se císař dozvěděl, co se stalo, poslal jiné stráže, tentokrát ale s instrukcemi, aby toho muže vůbec neposlouchali. Když k němu dorazili, aby ho zatkli, Onkelos se je snažil přesvědčit, aby ho propustili, ale marně, protože měli příkaz neposlouchat ho. Když ho násilím vyváděli z domu, dotkl se mezuzy na rámu dveří. Když se ho jeden ze stráží zeptal, co to bylo a proč se toho dotkl, odpověděl takto: „Král z masa a krve sedí v paláci, zatímco jeho sluhové hlídají venku. Avšak náš Pán dovoluje svým sluhům sedět uvnitř paláce, zatímco on hlídá venku.“ Když to strážci uslyšeli, ani oni neodolali a konvertovali k judaismu. | “ |
| — Traktát Avoda zara, 11a | |   |